# Бале
Бале́ (фр. Balé) — одна з 45 провінцій Буркіна-Фасо. Розташоване в регіоні Букле-ду-Мухун, столиця провінції — Боромо. Площа Балі — 4595 км².
Населення станом на 2006 рік — 213 897 осіб, з них 105 853 — чоловіки, а 108 044 — жінки.
Боромо розташоване на головній дорозі, що йде з Уагадугу до Бобо-Діуласо і відоме національним парком, в якому можна побачити саванних слонів.

## Адміністративний поділ
Балі підрозділяється на 10 департаментів.
| Департамент | столиця | Населення (2006) |
| ----------- | ------- | ---------------- |
| Багассі     | Багассі | 33130            |
| Бана        | Бана    | 12999            |
| Боромо      | Боромо  | 30305            |
| Фара        | Фара    | 37194            |
| Урі         | Урі     | 26892            |
| Па          | Па      | 19 675           |
| Помпої      | Помпої  | 11060            |
| Пура        | Пура    | 12075            |
| Сібі        | Сиби    | 14143            |
| Яхо         | Яхо     | 16424            |